# (2325) Tchernykh
(2325) Tchernykh (désignation internationale (2325) Chernykh) est un astéroïde de la ceinture principale découvert par Antonín Mrkos à l'observatoire Kleť.
Il a été ainsi baptisé en hommage aux astronomes russes époux et collègues Lioudmila Ivanovna Tchernykh et Nikolaï Stepanovitch Tchernykh.